# جبر الجلاهمة
جبر الجلاهمة (؟؟؟؟- 23 فبراير 2015)، لاعب كرة قدم وحكم كويتي دولي راحل.

## حياته
بدأ حياته المهنية كموظف في مركز إعداد القادة بوزارة الشؤون الاجتماعية والعمل ومارس الرياضة في العام 1951، كانت كرة القدم والكرة الطائرة هي رياضته المفضلة. في عام 1956 انضم إلى نادي الخليج (العربي حاليا) في مركز الدفاع وكانت مباراة الخليج مع النادي الأهلي ( الكويت حاليا ) في قبل نهائي بطولة كأس الدوري سببا في شهرته كلاعب، شجعه عبد الوهاب العوضي الذي كان مسؤولا عن لجنة التحكيم في اتحاد كرة القدم وقتها على الاتجاه للتحكيم، فأصبح من أبرز حكام دورات الخليج وأدار العديد من مبارياتها أهمها مباراة منتخب الإمارات مع قطر في17 مارس 1972، ومنتخب السعودية مع منتخب الإمارات في 19 مارس ومباراة منتخب السعودية مع قطر في 16 مارس 1974 ومنتخب الإمارات مع قطر في 29 مارس 1974.
كما أدار مباراة القادسية الكويتي مع نادي سانتوس البرازيلي يوم 12 فبراير 1973 التي انتهت بالتعادل 1/1. وساهم في إدارة العديد من مباريات الدوري المحلي، وهو أبرز من أداروا نهائيات كأس الأمير وسجل مع زملائه سعد كميل وقاسم حمزة وعلي محمود رقما قياسيا في إدارة النهائيات (3مرات).
تحول إلى العمل الإداري فشغل منصب عضو في مجلس إدارة النادي العربي لأكثر من دورة، كما انتخب أمينا لصندوق اتحاد كرة اليد وسكرتيرا عاما له.